# Аменебург
Аменебург (њем. Amöneburg) град је у њемачкој савезној држави Хесен. Једно је од 22 општинска средишта округа Марбург-Биденкопф. Према процјени из 2010. у граду је живјело 5.243 становника. Посједује регионалну шифру (AGS) 6534001.

## Географија
Аменебург се налази у савезној држави Хесен у округу Марбург-Биденкопф. Град се налази на надморској висини од 365 метара. Површина општине износи 44,0 km².

## Становништво
У самом граду је, према процјени из 2010. године, живјело 5.243 становника. Просјечна густина становништва износи 119 становника/km².

## Међународна сарадња
| Мјесто              | Држава    | Врста сарадње | Од    |
| ------------------- | --------- | ------------- | ----- |
| Туоро сул Тразимено | Италија   | партнерство   | 1989. |
|                     | Француска | партнерство   | 1979. |
| Трагвајн            | Аустрија  | партнерство   | 1983. |
| Извор               |           |               |       |